# Manfred Kops
Manfred Kops (* 30. Mai 1950 in Köln) ist ein deutscher Wirtschaftswissenschaftler.

## Leben und Wirken
Manfred Kops studierte von 1968 bis 1976 Volkswirtschaftslehre, Soziologie und Informatik an der Universität Bonn, der Universität zu Köln und der Pennsylvania State University, USA. Von 1976-1986 war er wissenschaftlicher Assistent an der Universität zu Köln. 1982 promovierte er dort mit einer Arbeit zum Thema „Die regionalen Verteilungswirkungen des kommunalen Finanzausgleichs“. Ab 1987 absolvierte er Beratungstätigkeiten für die Gesellschaft für Technische Zusammenarbeit, den Bundesverband Deutscher Banken, hatte Lehraufträge und Lehrstuhlvertretungen an den Universitäten Köln und Trier. Zwischen 1992 und 2013 war er Geschäftsführer des Instituts für Rundfunkökonomie an der Universität zu Köln mit Lehrauftrag im Fach Rundfunkökonomie.
Kops gibt die Reihe „Arbeitspapiere des Instituts für Rundfunkökonomie“, die „Schriften des Kölner Initiativkreises Öffentlicher Rundfunk“ und als Mitherausgeber die Reihen „Schriften zur Rundfunkökonomie“ und „Kölner Schriften zur Medienökonomie“ heraus.
Zwischen 1997 und 2012 war er Vorsitzender des Kölner Initiativkreises Öffentlicher Rundfunk, zwischen 2000 und 2013 war er Mitglied im Vorstand der „European Alliance of Listeners' and Viewers' Associations“. Zwischen 2011 und 2014 Mitglied im Beirat der Zeitschrift Medienwirtschaft. Seit Januar 2016 Gastprofessor an der Ryerson University Toronto.
Seine Forschungsschwerpunkte sind Föderalismustheorie, Öffentliche Finanzen, Medienökonomie und Mediensysteme.

## Schriften
- mit Wolfgang Schulz und Thorsten Held: Perspektiven der Gewährleistung freier öffentlicher Kommunikation. Ein interdisziplinärer Versuch unter Berücksichtigung der veränderten gesellschaftlichen Bedeutsamkeit und der marktlichen Erbringbarkeit neuer Dienste, Nomos, Baden-Baden/Hamburg 2002, ISBN 978-3-7890-7811-8
- Soll der öffentlich-rechtliche Rundfunk die Nachfrage seiner Zuhörer und Zuschauer korrigieren? In: Ridder, Christa-Maria u. a. (Hrsg.): Bausteine einer Theorie des öffentlich-rechtlichen Rundfunks, Wiesbaden 2005, ISBN 978-3-531-14388-0, S. 341–366, auch veröffentlicht in der Reihe Arbeitspapiere des Instituts für Rundfunkökonomie, Heft 196 (als Volltext) (PDF; 476 kB), Köln 2005, ISBN 3-934156-90-8
- Publizistische Vielfalt als Public Value? In: Gundlach, Hardy (Hrsg.): Public Value in der Digital- und Internetökonomie, Herbert von Halem Verlag, Köln 2011, S. 46–78, ISBN 978-3-86962-013-8, auch veröffentlicht in der Reihe Arbeitspapiere des Instituts für Rundfunkökonomie, Heft 265 (als Volltext) (PDF; 517 kB), Köln, im April 2010, ISBN 978-3-938933-70-1
- Der Rundfunk als privates und öffentliches Gut. 25 Jahre Institut für Rundfunkökonomie (Hrsg.), Schriften zur Rundfunkökonomie, Band 11, Vistas Verlag, Leipzig 2016, ISBN 978-3-89158-622-8